# 1956 en football canadien
Chronologie
Saison précédente Saison suivante
1956 est la 73e saison depuis la fondation de la Canadian Rugby Football Union en 1884.

## Événements
Les deux plus puissantes ligues, l'IRFU et la WIFU, qui sont depuis quelques années pleinement professionnelles, s'associent pour former le Conseil du football canadien (Canadian Football Council), qui sera responsable du football canadien professionnel. Le Canadian Rugby Union reste responsable des règlements et des autres ligues. Cette fondation a lieu à l'Hôtel Fort Garry de Winnipeg le 22 janvier 1956. 
La valeur d'un touché, qui était de 5 points, passe à 6 points.
L'IRFU retourne à une cédule de 14 matchs tandis que la WIFU reste à 16 matchs.
Les droits de télédiffusion sont vendus 101 000 dollars.
Le 8 décembre, un match des étoiles mettant aux prises les meilleurs joueurs de l'Est contre ceux de l'Ouest est tenu à Vancouver. Le lendemain du match, le vol 810 de la Trans-Canada Air Lines (en) qui ramène cinq joueurs et un officiel à Calgary s'écrase sur le mont Slesse (en), tuant les 62 personnes à bord. 

## Classements
| Clt   | Équipe                 | PJ | V  | D  | N | BP  | BC  | Pts |
| ----- | ---------------------- | -- | -- | -- | - | --- | --- | --- |
| +001, | Alouettes de Montréal  | 14 | 10 | 4  | 0 | 478 | 361 | 20  |
| +002, | Tiger-Cats de Hamilton | 14 | 7  | 7  | 0 | 383 | 385 | 14  |
| +003, | Rough Riders d'Ottawa  | 14 | 7  | 7  | 0 | 326 | 359 | 14  |
| +004, | Argonauts de Toronto   | 14 | 4  | 10 | 0 | 331 | 413 | 8   |

| Clt   | Équipe                           | PJ | V  | D  | N | BP  | BC  | Pts |
| ----- | -------------------------------- | -- | -- | -- | - | --- | --- | --- |
| +001, | Eskimos d'Edmonton               | 16 | 11 | 5  | 0 | 358 | 235 | 22  |
| +002, | Roughriders de la Saskatchewan   | 16 | 10 | 6  | 0 | 353 | 272 | 20  |
| +003, | Blue Bombers de Winnipeg         | 16 | 9  | 7  | 0 | 315 | 228 | 18  |
| +004, | Lions de la Colombie-Britannique | 16 | 6  | 10 | 0 | 251 | 361 | 12  |
| +005, | Stampeders de Calgary            | 16 | 4  | 12 | 0 | 229 | 410 | 8   |

## Séries éliminatoires

### Demi-finale de la WIFU
- 3 novembre : Blue Bombers de Winnipeg 7 - Roughriders de la Saskatchewan 42
- 5 novembre : Roughriders de la Saskatchewan 8 - Blue Bombers de Winnipeg 19

La Saskatchewan remporte la série 50 à 26.

### Finale de la WIFU
- 10 novembre : Eskimos d'Edmonton 22 - Roughriders de la Saskatchewan 23
- 12 novembre : Roughriders de la Saskatchewan 12 - Eskimos d'Edmonton 20
- 17 novembre : Roughriders de la Saskatchewan 7 - Eskimos d'Edmonton 51

Edmonton gagne la série au meilleur de trois matchs 2 à 1 et passe au match de la coupe Grey.

### Demi-finale de la IRFU
- 7 novembre : Rough Riders d'Ottawa 21 - Tiger-Cats de Hamilton 46

### Finale de la IRFU
- 17 novembre : Tiger-Cats de Hamilton 41 - Alouettes de Montréal 48

Montréal passe au match de la coupe Grey.

### 44ecoupe Grey
- 24 novembre : Les Eskimos d'Edmonton gagnent 50-27 contre les Alouettes de Montréal au Varsity Stadium à Toronto (Ontario).

## Honneurs individuels
- Trophée Schenley du meilleur joueur : Hal Patterson (RÉ/DD), Alouettes de Montréal
- Trophée Schenley du meilleur joueur de ligne : Kaye Vaughan (en) (BL), Rough Riders d'Ottawa[7]
- Trophée Schenley du meilleur Canadien : Normie Kwong (demi), Eskimos d'Edmonton
- Trophée Jeff-Russel (courage, habileté, jeu propre et esprit sportif dans l'IRFU) : Hal Patterson (DD/AR), Alouettes de Montréal